# Edenbridge (Kent)
Edenbridge is een civil parish in het bestuurlijke gebied Sevenoaks, in het Engelse graafschap Kent. In 2001 telde de plaats 7808 inwoners.

## Geboren
- Josie Longhurst (2002), voetbalster

## Galerij

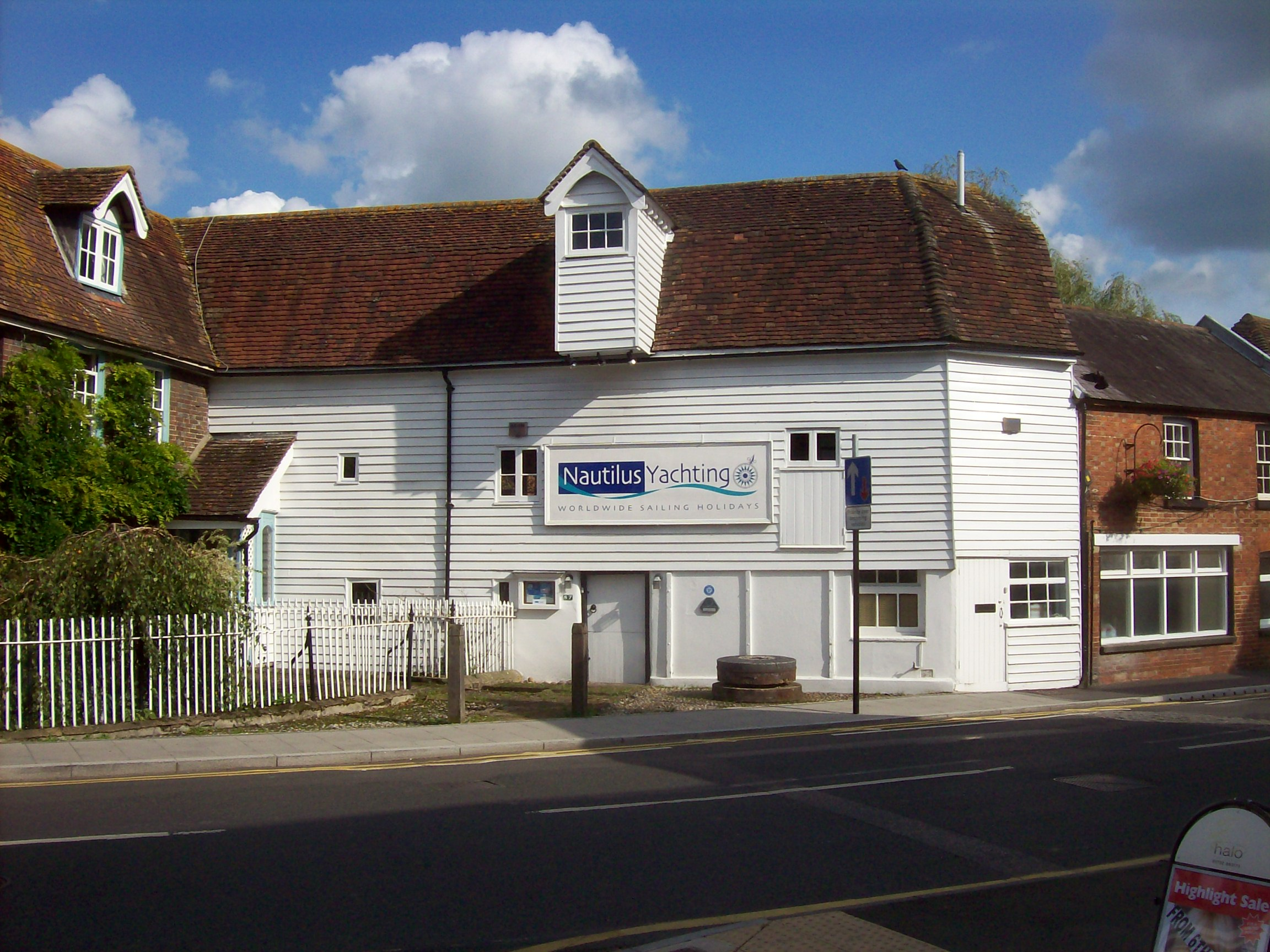
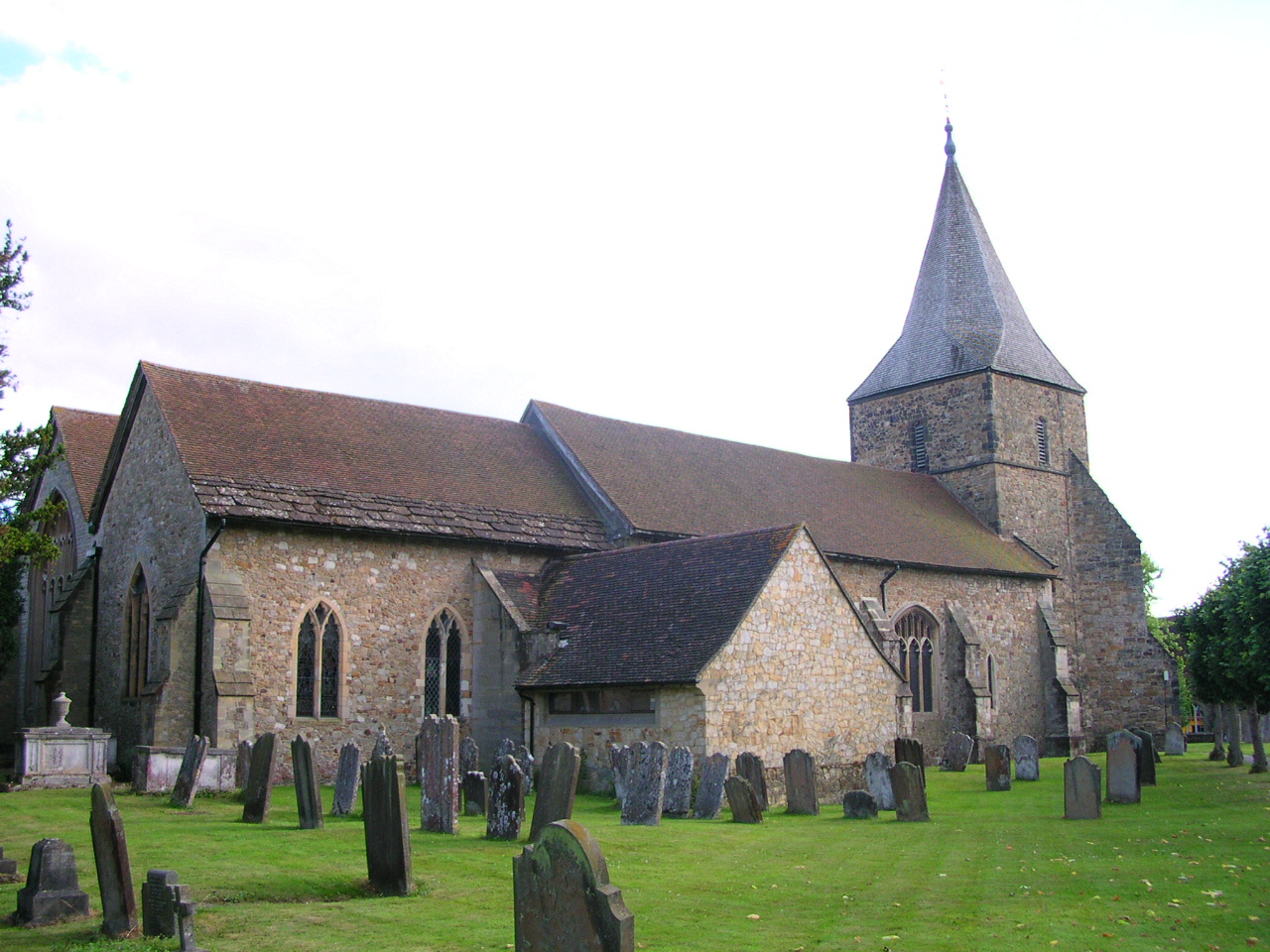
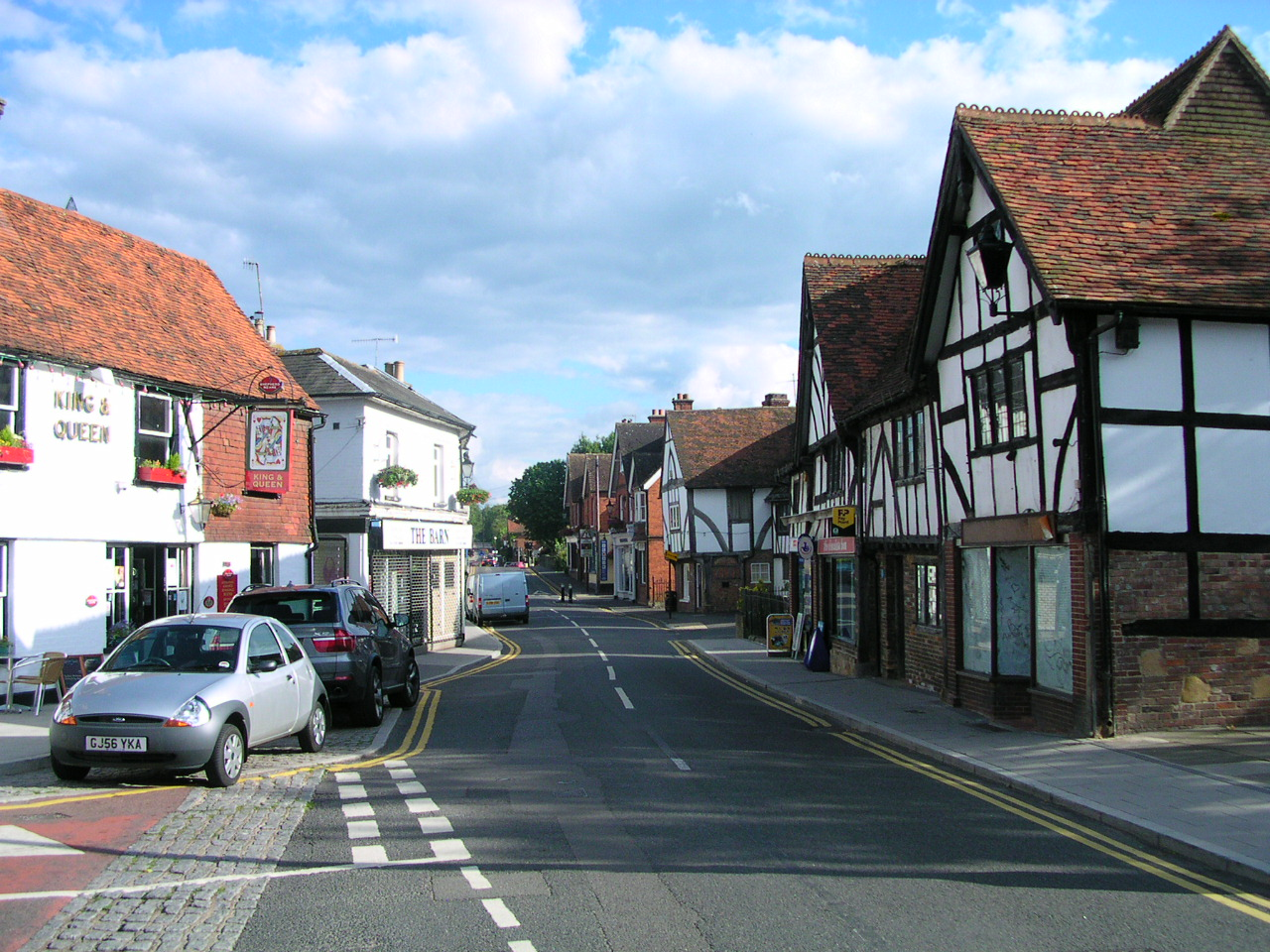